# Valentin Roulez
Valentin Roulez (* 12. Dezember 1996) ist ein luxemburgischer Fußballtorwart.

## Karriere

### Jugend
Bis zum Sommer 2011 spielte Roulez für seinen Heimatverein FC Monnerich, ging dann für drei Jahre zu Jeunesse Esch und kehrte 2014 zum FC Monnerich zurück.

### Senioren
Ab 2014 spielte er für den FC Monnerich in der Ehrenpromotion im Tor und wechselte im Juli 2017 zum Ligarivalen FC Jeunesse Canach. Ein Jahr später schloss er sich dem Erstligisten US Hostert an. Die Saison 2021/22 war er leihweise für den FC Lorenzweiler in der drittklassigen 1.Division - 1. Bezirk aktiv. Anschließend kehrte Roulez zu seinem ehemaligen Verein nach Canach zurück.

### Nationalmannschaft
Roulez war von 2015 bis 2018 Stammtorhüter der U-21-Nationalmannschaft Luxemburgs und kam dort auf insgesamt 19 Einsätze.